# Toronto FC
Toronto FC kanadski je nogometni klub iz Toronta. Trenutačno se natječe u MLS-u.

## Igrači hrvatskog porijekla
- Martin Šarić